# 48IA6-K1 Podlet
48IA6-K1 Podlet (ros. 48Я6-К1 «Подлет-К1») – rosyjski trójwspółrzędy radar fazowy pracujący w paśmie S, służący do wskazywania celów na niskich i bardzo niskich pułapach. Jest wykorzystywany w bateriach rakiet przeciwlotniczych S-300 i S-400.

## Historia
Radar został opracowany przez koncern Ałmaz-Antiej (ros. АО «Концерн ВКО „Алма́з-Анте́й”) w 2009 r. Rok później został skierowany do prób państwowych. Dostawy radaru do jednostek armii Federacji Rosyjskiej rozpoczęto w 2015 r. Jako pierwsze otrzymały je jednostki stacjonujące w obwodzie moskiewskim. Jego głównym zastosowaniem jest wykrywanie niewielkich celów (SPO 0,05–0,1 metra kwadratowego) przemieszczających się na niskich pułapach, śledzenie ich, identyfikacja przynależności na zasadzie swój-obcy oraz przekazywanie zebranych danych do jednostek przeciwlotniczych.

## Wykorzystanie bojowe
Obecność radaru stwierdzono przy rosyjskiej bazie na lotnisku Humajmim. Stanowił część systemu S-300PMU-2 Faworit (ros. С-300ПМУ-2 «Фаворит») przetransportowanego tam przez Rosjan w celu ochrony bazy.
Podlet został wykorzystany również podczas agresji Rosji na Ukrainę. Jeden egzemplarz radaru został zniszczony pociskami wystrzelonymi przez system HIMARS w rejonie wsi Łazurnoje w obwodzie chersońskim.
W grudniu 2024 r. jeden egzemplarz radaru, wraz ze stanowiskiem sterowania i pojazdem wsparcia energetycznego, został zdobyty przez islamskich bojowników z ugrupowania Hajat Tahrir asz-Szam. Pojazdy zdobyto w rejonie miasta Hama.

## Charakterystyka techniczna

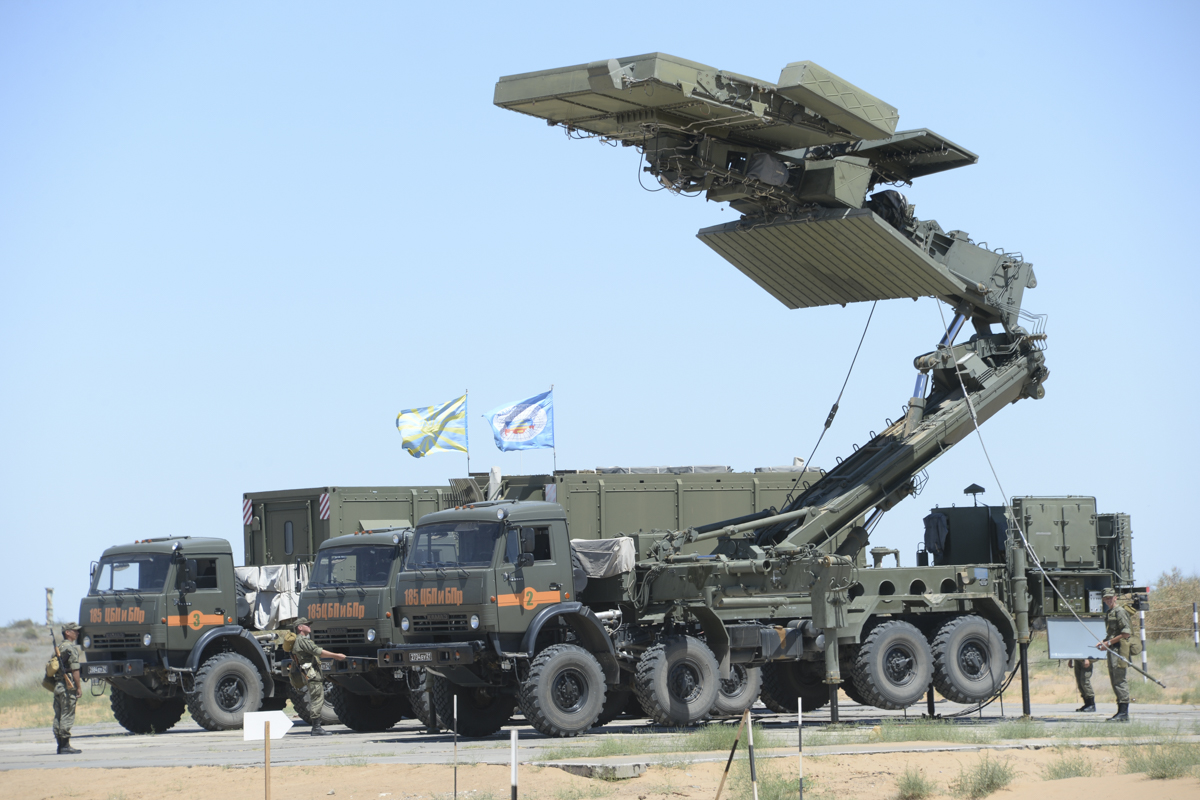
Ciężarówki Kamaz przewożące elementy składowe radaru

Wyposażenie radaru zamontowane jest na trzech ciężarówkach Kamaz. Jeden z pojazdów przewozi antenę z masztem, drugi stanowisko obsługi a na trzecim jest zamontowany generator prądotwórczy. Radar może pracować w trybie wykrywania na małej wysokości, na dużej wysokości, trybie wykrywania dalekiego zasięgu oraz wykrywania bezzałogowych statków powietrznych. W dwóch pierwszych typach zasięg radaru wynosi 200 km. W trybie dalekiego zasięgu jest to 300 km. W reżimie wykrywania BSP radar ma zasięg 80 km. Radar jest w stanie śledzić cele powietrzne poruszające się z prędkościami od 50 do 4400 km/h. Obsługa potrzebuje 20 minut na przygotowanie radaru do pracy, stacja podejmuje pracę w ciągu 3 minut. Apertura pozioma radaru wynosi od -2° do +25°, Podlet może automatycznie śledzić 200 obiektów.